# 夹河子水库
夹河子水库，位于中华人民共和国新疆维吾尔自治区玛纳斯县西部，是玛纳斯河上的大型拦河平原水库，于1967年建成,1995年加固扩建。现总库容1.014亿立方米，大坝为均质土坝，坝长6391米，最大坝高为16.7米。夹河子水库与周边的跃进水库、大泉沟水库和蘑菇湖水库同属于新疆生产建设兵团第八师（石河子市）玛纳斯河管理处管理，共同拦截调度玛纳斯河汛期洪水，浇灌石河子垦区及沙湾、玛纳斯县18个农场、8个乡镇的近37万公顷农田。